# Lower Mahanoy Township
Lower Mahanoy Township ist eine Township im Northumberland County, Pennsylvania, Vereinigte Staaten. Das U.S. Census Bureau hat bei der Volkszählung 2020 eine Einwohnerzahl von 1.626 ermittelt.

## Geographie
Nach den Angaben des United States Census Bureaus hat die Township eine Gesamtfläche von 65,9 km², wovon 56,8 km² auf Land und 9,1 km² (= 13,90 %) auf Gewässer entfallen. Natürliche Grenzen der Lower Mahanoy Township sind der Mahantango Creek im Süden, der Susquehanna River im Westen und der Hooflander Mountain im Norden.
Administrativ grenzt die Township im Norden an die Jackson Township, im Osten an die Jordan Township, im Südosten an Pillow, im Süden die Mifflin Township, beide im benachbarten Dauphin County. Westlich des Susquehanna River liegt die Grenze zum Snyder County mit der Chapman Township.
Das Gebiet zwischen Hooflander Mountain und Fisher Ridge wird entwässert durch den Dalmatia Creek. Südlich der Fisher Ridge fließen die Bäche zumeist zum Mahantango Creek, doch ganz im Westen münden einige Bäche direkt in den Susquehanna River. Im Fluss – und damit zur Township gehörend – liegen zahlreiche Inseln und Sandbänke. Bei Dalmatia liegen Zeigler Island und Browns Island, weiter flussaufwärts Herrold Island und Blood Island.
Außer Dalmatia gibt es in der Lower Mahanoy Township vier weitere benannte Weiler. Malta im Südwesten ist kaum mehr als eine Straßenkreuzung mit einigen Häusern darumherum. Hickory Corners liegt an der Nordseite einer Lücke in der Fisher Ridge, östlich von Dalmatia, wo mehrere Straßen sich kreuzen. Mandata ist ein Straßendorf im Nordosten der Township an der Pennsylvania State Road 225.

## Geschichte
Die Dauphin County Bridge No. 27 wurde 1993 in das National Register of Historic Places aufgenommen.

## Demographie
Zum Zeitpunkt des United States Census 2000 bewohnten Lower Mahanoy Township 1586 Personen. Die Bevölkerungsdichte betrug 27,9 Personen pro km². Es gab 691 Wohneinheiten, durchschnittlich 12,2 pro km². Die Bevölkerung Lower Mahanoy Townships bestand zu 99,43 % aus Weißen, 0,38 % Schwarzen oder African American, 0 % Native American, 0 % Asian, 0 % Pacific Islander, 0,06 % gaben an, anderen Ethnien anzugehören und 0,13 % nannten zwei oder mehr Ethnien. 0,19 % der Bevölkerung erklärten, Hispanos oder Latinos jeglicher Ethnie zu sein.
Die Bewohner Lower Mahanoy Townships verteilten sich auf 634 Haushalte, von denen in 29,7 % Kinder unter 18 Jahren lebten. 67,5 % der Haushalte stellten Verheiratete, 5,0 % hatten einen weiblichen Haushaltsvorstand ohne Ehemann und 23,3 % bildeten keine Familien. 19,9 % der Haushalte bestanden aus Einzelpersonen und in 9,1 % aller Haushalte lebte jemand im Alter von 65 Jahren oder mehr alleine. Die durchschnittliche Haushaltsgröße betrug 2,50 und die durchschnittliche Familiengröße 2,85 Personen.
Die Bevölkerung verteilte sich auf 22,2 % Minderjährige, 7,4 % 18–24-Jährige, 28,0 % 25–44-Jährige, 26,5 % 45–64-Jährige und 15,9 % im Alter von 65 Jahren oder mehr. Der Median des Alters betrug 40 Jahre. Auf jeweils 100 Frauen entfielen 104,9 Männer. Bei den über 18-Jährigen entfielen auf 100 Frauen 103,3 Männer.
Das mittlere Haushaltseinkommen in Lower Mahanoy Township betrug 39.279 US-Dollar und das mittlere Familieneinkommen erreichte die Höhe von 43.750 US-Dollar. Das Durchschnittseinkommen der Männer betrug 31.183 US-Dollar, gegenüber 21.250 US-Dollar bei den Frauen. Das Pro-Kopf-Einkommen belief sich auf 17.097 US-Dollar. 6,0 % der Bevölkerung und 2,6 % der Familien hatten ein Einkommen unterhalb der Armutsgrenze, davon waren 7,4 % der Minderjährigen und 7,7 % der Altersgruppe 65 Jahre und mehr betroffen.